# خانه سعدوندی

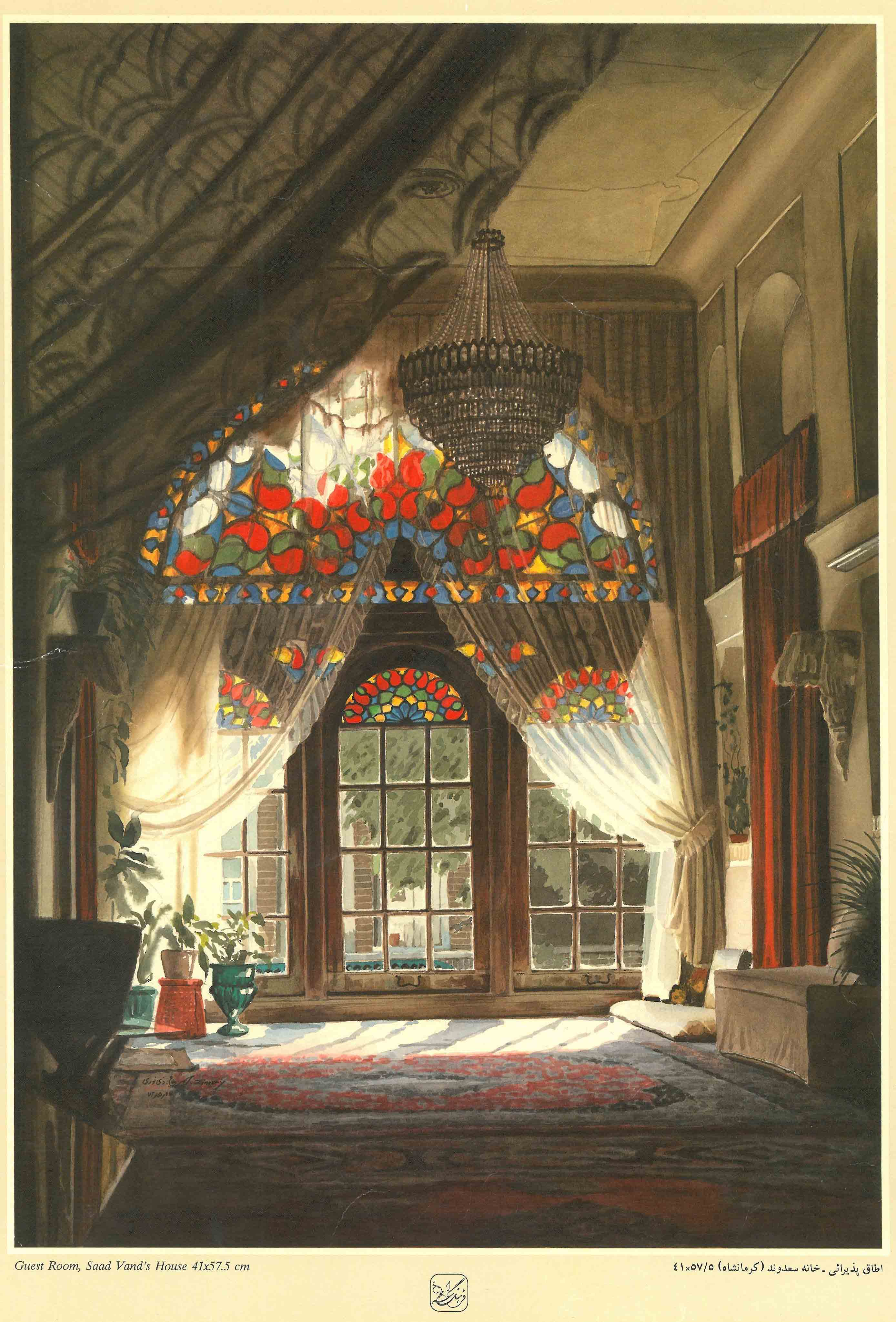

خانه سعدوندی خانه‌ای تاریخی مربوط به دوره قاجار است که در کرمانشاه، میدان جوانشیر، کوچه سعدوندی، بن‌بست سعدوندی واقع شده‌است. این اثر در تاریخ ۱۸ آذر ۱۳۸۷ با شمارهٔ ثبت ۲۳۸۹۸ به‌عنوان یکی از آثار ملی ایران به ثبت رسیده است.

## ویژگی‌های معماری
خانۀ سعدوندی دو بخش بیرونی و اندرونی و همچنین طویله‌ای برای نگهداری چهارپایان را دربرمی‌گیرد. در قسمت بالای حیاط، اتاق بزرگی به مساحت حدود ۱۰۰ متر وجود داشت که پنجره‌های چوبی و شیشه‌های رنگی در آن نصب شده‌بود. سقف این اتاق که به آن اروسی گفته می‌شود بلند و دارای تزئینات آیینه‌کاری است و طاقچه‌ها و رف‌های بزرگی برای نگهداری اشیای عتیقه در آن تعبیه شده‌است.

## برگزاری مراسم مذهبی
این بنا دارای اتاق های متعددی است که بخشی از آن برای انجام مراسم مذهبی در ماه‌های محرم و صفر در نظر گرفته شده‌بود. هیئت‌های زنجیرزن و سینهزن در این ایام به عزاداری در حیاط بزرگ عمارت پرداخته و سپس برای صرف شام به اتاق پنج‌دری می‌رفتند. در این اتاق غذا برای هر چهار یا پنج نفر در سینی‌های بزرگ صرف می‌شد. 
علاوه بر این هر شب جمعه نیز مراسم دعای ندبه و کمیل در اتاق اروسی و اتاق‌های همجوار آن برگزار می‌شد.

## مالک بنا
مالک و سازنده این بنا بیگ‌‌محمد سعدوندی معروف به بیگ‌محمد رزازی بود که در کرمانشاه به تجارت برنج  اشتغال داشت. وی ۶ فرزند داشت و پس از وی غلامحسین فرزند دوم وی مالک بنا شد. در این زمان غلامحسین در اروسی و اتاق کناری مقر اصلی زندگی می‌کرد، کریم در اتاق سمت چپ ساکن بود، شابی در اتاق شرقی و جواد نیز روبروی اتاق اروسی یا مطبخ زندگی می‌کردند. علاوه بر این اسب‌های خانواده نیز در طویله‌ای زیر اتاق شرقی نگهداری می‌شدند. حسینعلی خدمتکار خانه که ۷۰ سال در این خانه به کار مشغول بود نیز روبه‌روی درب ورودی حیاط در اتاقی کوچک زندگی می‌کرد. 
غلامحسین سعدوندی این بنا را به عبدالله سالاری فروخت. سالاری خانه را به دوقسمت تقسیم کرد. عمارت سعدوندی کنونی که تحت تملک محمدصادق سعدوندی (فرزند تقی) قرار دارد، درواقع بخش باقی‌ماندۀ اندرونی بناست که بعدها از خانوادۀ سالاری بازپس گرفته شده‌است.